# Jakub Radziszewski
Jakub Radziszewski – polski chirurg, dr hab. nauk medycznych, profesor uczelni Instytutu Nauk o Zdrowiu i dziekan Wydziału Nauk Medycznych i Nauk o Zdrowiu Uniwersytetu Przyrodniczo-Humanistycznego w Siedlcach.

## Życiorys
Obronił pracę doktorską, 11 czerwca 2014 uzyskał stopień doktora habilitowanego. Pracował w Centrum Onkologii – Instytucie im. Marii Skłodowskiej-Curie. Jest profesorem uczelni w Instytucie Nauk o Zdrowiu oraz dziekanem na Wydziale Nauk Medycznych i Nauk o Zdrowiu Uniwersytetu Przyrodniczo-Humanistycznego w Siedlcach.
Maturę zdał w 1979 roku, następnie rozpoczął studia na Akademii Medycznej w Warszawie, które ukończył w 1985 roku. Specjalizację z chirurgii uzyskał pracując w Klinice Chirurgii Ogólnej i Chorób Klatki Piersiowej Akademii Medycznej w Warszawie. Później związał się z się z Centrum Onkologii – Instytutem im. M. Skłodowskiej Curie w Warszawie. Uzyskał tytuły: specjalisty w zakresie chirurgii onkologicznej (1994), dr n. med. (1997), dr hab. n. med. (2014). Był stypendystą licznych staży w cenionych ośrodkach zagranicznych m.in.: Narodowy Instytut Raka (National Cancer Institute - NCI) w Bethesdzie, Maryland, USA [Cancer Prevention and Control Academic Course] (1993),  Toranomon Hospital, Tokio, Japonia [szkoła chirurgii przełyku i żołądka - prof. Hiroshi Akiyama, Masahiko Tsurumaru, Harushi Udagawa] (1996), Szpital Uniwersytecki w Mannheim, Niemcy [szkoła chirurgii trzustki prof. Michael Trede] (1999). Był głównym badaczem projektu 3 PO5E 11624 (2003) finansowanego przez Komitet Badań Naukowych którego wyniki i wnioski przyczyniły się do wprowadzenia procedury węzła wartowniczego w leczeniu raka sromu. Od 2007 r. rozwijał w oddziałach chirurgii onkologicznej w Polsce techniki laparoskopowe chirurgii małoinwazyjnej w zakresie leczenia nowotworów jelita grubego, a od 2021 r. technikę z wykorzystaniem robota Da Vinci. Jest współautorem kilkudziesięciu oryginalnych prac pełnotekstowych m.in. w recenzowanych czasopismach anglojęzycznych. Od 2016 r. jest zatrudniony na stanowisku profesora uczelni w Uniwersytecie Przyrodniczo-Humanistycznym w Siedlcach, a od 2020 r. na stanowisku dziekana Wydziału Nauk Medycznych i Nauk o Zdrowiu. Od 2020 r. jest także konsultantem w Oddziale Chirurgii Onkologicznej Siedleckiego Centrum Onkologii.